# Гагарин (Русия)
Вижте пояснителната страница за други значения на Гагарин.
Гагарин (на руски: Гагарин) е град в северозападна Русия, административен център на Гагарински район в Смоленска област. Населението му е около 30 200 души (2014).

## География
Гагарин е разположен на 194 m надморска височина в Смоленско-Московските възвишения, на 205 km североизточно от Смоленск и на 165 km западно от Москва. През града преминава река Гжат, приток на Вазуза във водосборния басейн на Волга. Административните граници на града обхващат 14,46 km².

## История
Първото известно сведение за селището е от 1705 година, когато то се нарича Гжатск, от името на река Гжат. През XVIII век то е речно пристанище, което служи за превоз на зърно от околностите. В средата на века получава статут на слобода, а през 1776 година - на град, ставайки център на уезд. По това време е извършено първоначалното планиране на града – триъгълна форма, оградена с вал, и ортогонална улична мрежа.
При завземането на Гжатск от френската армия през 1812 година почти целият град изгаря. Той е възстановен едва през 1817 година, като е запазено предишното градоустройство. Гжатск попада под властта на болшевиките непосредствено след Октомврийската революция, но през ноември 1918 година става център на антиболшевишко въстание. От октомври 1941 година до март 1943 година Гжатск е окупиран от Германия.
През 1968 година Гжатск е преименуван на Гагарин в памет на загиналия космонавт Юрий Гагарин, роден в близкото село Клушино.

## Население
| Година | Население |
| ------ | --------- |
| 1931   | 6300      |
| 1959   | 9900      |
| 1970   | 15 700    |
| 1979   | 20 800    |
| 1989   | 28 900    |
| 1998   | 31 500    |
| 2001   | 30 200    |
| 2010   | 31 721    |

Населението на града през 2014 година е 30 230 души.

## Личности
- Николай Носков – руски рок-певец.